# Grand Prix-wegrace van Zweden 1959
De Grand Prix-wegrace van Zweden 1959 was de zesde Grand Prix van het wereldkampioenschap wegrace in het seizoen 1959. De races werden verreden op 25- en 26 juli 1956 op de Råbelövsbanan, een stratencircuit in Kristianstad. De 125cc-klasse reed op zaterdag, de 250cc-klasse en de 350cc-klasse reden op zondag. De zijspanklasse kwam in Zweden niet aan de start en de 500cc-klasse reed niet volgens de WK-reglementen.

## Algemeen
Vanwege de openbare orde werd de Zweedse Grand Prix in haar tweede WK-jaar al verplaatst van het Hedemora TT Circuit naar Kristianstad. Net als tijdens de TT van Man, de TT van Assen en de Belgische Grand Prix werd er weer volgens de "Formula One"-methode gereden. Dat hield in dat er in één race alleen motorfietsen mochten starten waarvan er minstens 25 gebouwd en verkocht waren. Tijdens de TT van Man waren dat 350- en 500cc-machines, in Assen en België 350cc-machines en in Zweden 500cc-machines. De formule betekende feitelijk alleen de uitsluiting van de fabrieksracers van MV Agusta. Er konden geen WK-punten worden gescoord, maar de rijders hadden wel het voordeel van extra "trainingskilometers" die John Surtees en John Hartle niet kregen. Deze 500cc-Formula One Race werd gewonnen door Bob Brown.

## 350cc-klasse
John Surtees won zijn vierde 350cc-race op rij. Teamgenoot John Hartle had slechts negen seconden achterstand, maar de verschillen met de Norton en AJS-rijders waren erg groot. Derde man Bob Brown had ruim twee minuten achterstand. Surtees, die al wereldkampioen 500 cc was, was nu ook zeker van de 350cc-werelditel.
| Pos | Coureur       | Merk      | Tijd      | Punten |
| --- | ------------- | --------- | --------- | ------ |
| 1   | John Surtees  | MV Agusta | 1:19"23'5 | 8      |
| 2   | John Hartle   | MV Agusta | +8'8      | 6      |
| 3   | Bob Brown     | Norton    | +2"02'9   | 4      |
| 4   | Dickie Dale   | AJS       | +2"03'6   | 3      |
| 5   | Mike Hailwood | AJS       | +2"14'3   | 2      |
| 6   | Jim Redman    | Norton    |           | 1      |

| Coureur           | Merk      |
| ----------------- | --------- |
| Tom Phillis       | Norton    |
| Alistair King     | Norton    |
| Bob Anderson      | Norton    |
| Dave Chadwick     | Norton    |
| Geoff Duke        | Norton    |
| Terry Shepherd    | Norton    |
| Ernesto Brambilla | MV Agusta |
| Gilberto Milani   | Norton    |
| Remo Venturi      | MV Agusta |
| John Hempleman    | Norton    |
| Gary Hocking      | Norton    |
| Paddy Driver      | Norton    |

### Top tien tussenstand 350cc-klasse
| Pos | Coureur                       | Merk      | Ptn |
| --- | ----------------------------- | --------- | --- |
| 1   | John Surtees (wereldkampioen) | MV Agusta | 32  |
| 2   | John Hartle                   | MV Agusta | 16  |
| 3   | Gary Hocking                  | Norton    | 12  |
| 4   | Geoff Duke                    | Norton    | 6   |
| 5   | Bob Anderson                  | Norton    | 5   |
| 6   | Alistair King                 | Norton    | 4   |
| 6   | Ernesto Brambilla             | MV Agusta | 4   |
| 6   | Bob Brown                     | Norton    | 4   |
| 9   | Dickie Dale                   | AJS       | 3   |
| 10  | Paddy Driver                  | Norton    | 2   |
| 10  | John Hempleman                | Norton    | 2   |
| 10  | Jim Redman                    | Norton    | 2   |
| 10  | Mike Hailwood                 | AJS       | 2   |

## 250cc-klasse
Gary Hocking was in de 250cc-race in gevecht om de leiding met Tarquinio Provini, maar toen die uitviel kon hij zijn eerste overwinning scoren. Carlo Ubbiali werd tweede breidde zijn voorsprong in het WK flink uit. Geoff Duke scoorde het eerste podium met de Benelli 250 Bialbero.
| Pos | Coureur           | Merk       | Tijd      | Punten |
| --- | ----------------- | ---------- | --------- | ------ |
| 1   | Gary Hocking      | MZ         | 56"28'4   | 8      |
| 2   | Carlo Ubbiali     | MV Agusta  | +55'9     | 6      |
| 3   | Geoff Duke        | Benelli    | +1"48'0   | 4      |
| 4   | Ernst Degner      | MZ         | +2"03'1   | 3      |
| 5   | Mike Hailwood     | Mondial    | +2"54'0   | 2      |
| 6   | Dickie Dale       | Benelli    | +1 ronde  | 1      |
| 7   | Siegfried Lohmann | Adler      | +2 ronden |        |
| 8   | Arthur Wheeler    | Moto Guzzi | +2 ronden |        |
| 9   | Günter Beer       | Adler      | +2 ronden |        |

| Coureur           | Merk      | Oorzaak |
| ----------------- | --------- | ------- |
| Tarquinio Provini | MV Agusta |         |

| Coureur         | Merk      |
| --------------- | --------- |
| Rudi Thalhammer | NSU       |
| Luigi Taveri    | Ducati    |
| Horst Fügner    | MZ        |
| Horst Kassner   | NSU       |
| Dave Chadwick   | MV Agusta |
| Derek Minter    | Morini    |
| Geoff Duke      | Benelli   |
| Phil Carter     | NSU       |
| Tommy Robb      | GMS       |
| Emilio Mendogni | Morini    |
| Libero Liberati | Morini    |
| Gary Hocking    | MZ        |

### Top tien tussenstand 250cc-klasse
| Pos | Coureur           | Merk      | Ptn |
| --- | ----------------- | --------- | --- |
| 1   | Carlo Ubbiali     | MV Agusta | 26  |
| 2   | Tarquinio Provini | MV Agusta | 16  |
| 3   | Gary Hocking      | MZ        | 8   |
| 4   | Mike Hailwood     | Mondial   | 7   |
| 5   | Emilio Mendogni   | Morini    | 6   |
| 5   | Horst Fügner      | MZ        | 6   |
| 7   | Geoff Duke        | Benelli   | 5   |
| 8   | Dave Chadwick     | MV Agusta | 4   |
| 8   | Derek Minter      | Morini    | 4   |
| 8   | Ernst Degner      | MZ        | 4   |

## 125cc-klasse
| Pos | Coureur           | Merk      | Tijd    | Punten |
| --- | ----------------- | --------- | ------- | ------ |
| 1   | Tarquinio Provini | MV Agusta | 47"16'7 | 8      |
| 2   | Carlo Ubbiali     | MV Agusta | +0'3    | 6      |
| 3   | Werner Musiol     | MZ        | +49'5   | 4      |
| 4   | Mike Hailwood     | Ducati    | +1"22'5 | 3      |
| 5   | Ken Kavanagh      | Ducati    |         | 2      |
| 6   | Ulf Svensson      | Ducati    |         | 1      |

| Coureur         | Merk               |
| --------------- | ------------------ |
| Luigi Taveri    | MZ / Ducati        |
| Ernst Degner    | MZ                 |
| Horst Fügner    | MZ                 |
| Karl Kronmüller | Ducati             |
| Arthur Wheeler  | Ducati             |
| Derek Minter    | MZ                 |
| Alberto Pagani  | Ducati / MV Agusta |
| Bruno Spaggiari | Ducati             |
| Francesco Villa | Ducati             |
| Naomi Taniguchi | Honda              |
| Gary Hocking    | MZ / MV Agusta     |

### Top tien tussenstand 125cc-klasse
| Pos | Coureur           | Merk        | Ptn |
| --- | ----------------- | ----------- | --- |
| 1   | Carlo Ubbiali     | MV Agusta   | 32  |
| 2   | Tarquinio Provini | MV Agusta   | 28  |
| 3   | Mike Hailwood     | Ducati      | 15  |
| 4   | Luigi Taveri      | MZ / Ducati | 10  |
| 5   | Bruno Spaggiari   | Ducati      | 8   |
| 6   | Horst Fügner      | MZ          | 6   |
| 7   | Derek Minter      | MZ          | 5   |
| 7   | Ken Kavanagh      | Ducati      | 5   |
| 9   | Werner Musiol     | MZ          | 4   |
| 10  | Francesco Villa   | Ducati      | 3   |

1930 · 1931 · 1932 · 1933 · 1934 · 1935 · 1936 · 1937 · 1939 · 1949 · 1950 · 1951 · 1952 · 1953 · 1954 · 1955 · 1956 · 1957 · 1958 · 1959 · 1961 · 1970 · 1971 · 1972 · 1973 · 1974 · 1975 · 1976 · 1977 · 1978 · 1979 · 1981 · 1982 · 1983 · 1984 · 1985 · 1986 · 1987 · 1988 · 1989 · 1990